# Cocagne (Nouveau-Brunswick)
Pour les articles homonymes, voir Cocagne.
Cocagne (prononciation: [kɔkɔɲ]) est une ancienne communauté rurale du Nouveau-Brunswick, au Canada. Elle fait partie de la communauté rurale de Beausoleil depuis la réforme de la gouvernance locale du 1er janvier 2023.
Cocagne fut le site d'un camp de réfugiés acadiens entre 1755 et 1756, durant la déportation des Acadiens. Le village fut fondé en 1767 par des Acadiens déportés de Saint-Pierre-et-Miquelon. L'économie a toujours été basée sur l'agriculture, l'exploitation forestière et la pêche, auxquels se sont ajoutés le tourisme dans la seconde moitié du XXe siècle. Le village compte en effet de nombreux chalets. De 1973 à 1999, la localité fut l'hôte des Régates de Cocagne. Cocagne devient une communauté rurale en 2014.

## Toponyme

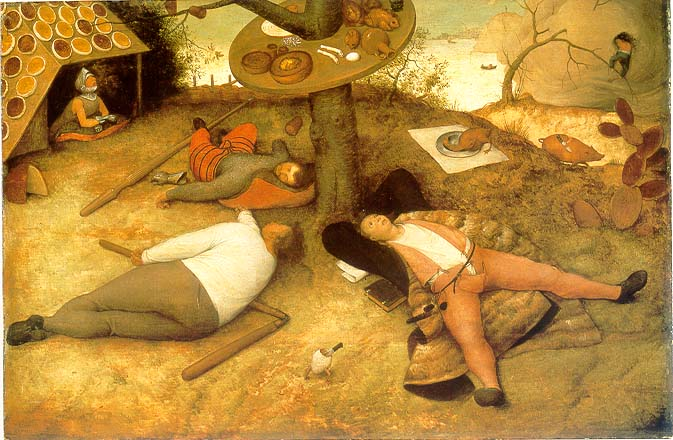
Le pays de Cocagne, par Pieter Brueghel l'Ancien (1567)

Selon les Archives provinciales du Nouveau-Brunswick, la localité est nommée d'après la rivière Cocagne, qui elle-même fut baptisée par Nicolas Denys avant 1672 car il y « trouvay tant decquoy y faire bonne chère pendant huit jours que le mauvais temps m'obligea d'y demeurer ». Selon Alan Rayburn, le toponyme Cocagne est probablement issu du français cocagne « nom d'un pays imaginaire où tout est en abondance » attesté depuis le XIIIe siècle, puis dans l'expression pays de cocaigne « pays de cocagne » en 1533. Il s'agit d'un terme d'origine discutée. Une croyance veut que le toponyme soit plutôt d'origine micmaque mais William Francis Ganong rapporte que le nom historique de la localité est plutôt Wijulmacadie, ce qui se rapporte au nom d'une plante poussant au bord de la rivière. Les toponymes de Barre-de-Cocagne, de Cocagne-Nord et de Cocagne-Sud ont la même origine. Cocagne-Sud a toutefois porté le nom de South Side Cocagne River jusqu'en 1897. Cocagne River a été regroupé à Cocagne-Sud.
Le toponyme de Breau-Village rend hommage à Joseph Breau, l'un des premiers colons. Cormierville a porté le nom de Gailey jusqu'en 1892, pour être renommé en hommage à l'un des premiers colons, Jacques Cormier. Il se peut que le nom des Després-Village rende hommage à Marie Després, première maîtresse des postes. La localité s'appelait Després Road jusqu'en 1927.
L'origine du toponyme de Côte-d'Or n'est pas expliquée. Il y a aussi un hameau sur l'île Surette, dont le nom n'est pas répertorié par les Archives provinciales du Nouveau-Brunswick.
Guéguen a été regroupé à Cocagne-Nord ; le toponyme rendait hommage à Magloire Guéguen, premier maître des postes. Lower Guégen a aussi été regroupé à Cocagne-Nord.

## Géographie

### Topographie
Cocagne est situé à 30 kilomètres à vol d'oiseau au nord-est de Moncton, dans le pays de Gédaïque. Le village à une superficie de km2.
Cocagne est situé à l'embouchure de la rivière Cocagne dans le havre de Cocagne et ensuite le détroit de Northumberland. L'île de Cocagne se trouve dans le détroit. Un peu plus au nord, il y a une dune appelée barre de Cocagne et une île appelée The Bluff.
L'île de Cocagne est située dans le détroit en face du village mais fait partie du territoire de la Paroisse de Dundas.
Le relief comprend quelques vallées et s'élève graduellement vers l'ouest pour atteindre une trentaine de mètres de haut.
Cocagne est généralement considérée comme faisant partie de l'Acadie.

### Hydrographie
Le principal cours d'eau est la rivière Cocagne, qui mesure environ 500 mètres de large au centre du village. Celle-ci coule en direction est-ouest avant de se déverser dans le havre de Cocagne, qui communique au nord avec le détroit de Northumberland. Sur la rive droite (sud) de la rivière Cocagne se déversent, d'est en ouest, le ruisseau Cormier, le ruisseau François, le Petit Ruisseau Goguen et la rivière à l'Anguille, qui est en fait une baie dans laquelle se déversent le ruisseau Babineau et le ruisseau Dupuis. Sur la rive gauche, le seul affluent est le ruisseau Murray.
D'autres cours d'eau se trouvent au nord du territoire. Le ruisseau des Goguen et le ruisseau Howard se déversent dans le havre tandis que le ruisseau des Malcontents se jette dans le détroit. Le ruisseau Biggs coule au nord du territoire mais se déverse plus loin dans le détroit.

### Quartiers
Le centre du village est Cocagne, situé au niveau du pont de la route 134. Au nord du pont se trouve le quartier de Côte-d'Or. Sur la même rive mais plus en amont s'étend Cocagne-Nord. En face, sur la rive droite, se trouve Cocagne-Sud. Au nord de Côte-d'Or, entre le ruisseau des Goguen et le ruisseau Howard, se trouve Breau-Village, où, sur une grande superficie, se trouvent plusieurs dizaines de maisons et chalets ainsi que des fermes et un parc. Dans l'embouchure du ruisseau Howard se trouve l'île Surette, comprenant des dizaines de chalets. Entre le ruisseau Howard et le ruisseau des Malcontents, Cormierville est un hameau un peu plus dense. Au nord du ruisseau des Malcontents se trouve enfin Barre-de-Cocagne, situé en face de la dune du même nom.
Les autres hameaux sont très peu populeux. Saint-Martin-de-Kent est situé au bord du ruisseau Murray, au niveau de Cocagne-Nord. Després-Village est situé dans les terres au niveau de Cormierville, le long de la route 123.

### Géologie
Le sous-sol de Cocagne est composé principalement de roches sédimentaires du groupe de Pictou datant du Pennsylvanien (entre 300 et 311 millions d'années).

## Histoire
Royaume de Grande-Bretagne (1763-1801)

 Royaume-Uni de Grande-Bretagne et d'Irlande (1801-1867)

### Fondation

Drapeau (non officiel) de Saint-Pierre-et-Miquelon.

Cocagne est situé dans le territoire historique des Micmacs, plus précisément dans le district de Sigenigteoag, qui comprend l'actuel côte Est du Nouveau-Brunswick, jusqu'à la baie de Fundy.
Des centaines d'Acadiens se sont réfugiées à Cocagne, au ruisseau des Malcontents, entre 1755 et 1756, durant la déportation des Acadiens.
Le village moderne est fondé en 1767 par 24 familles acadiennes déportées de Saint-Pierre-et-Miquelon, qui s'installent dans la basse vallée de la rivière et le long du littoral vers Shédiac, au sud. Ils obtiennent la concession de leurs terres en 1772; c'est la première concession acadienne du territoire qui allait devenir le Nouveau-Brunswick. L'un des premiers colons, Joseph Gueguen, a la réputation d'être le plus éduqué en Acadie, et est considéré comme un prêtre, accomplissant les baptêmes et les mariages dans la région. Cormierville est fondé en 1786 ou plus tôt. Une chapelle est construite en 1798. De 1803 à 1812, des anglophones de Sackville, Shédiac et du comté de Cumberland s'établissent dans la haute vallée de la rivière; ils sont remplacés par des Acadiens au cours du XIXe siècle.
Une première église remplace la chapelle en 1833. Antoine Gosselin devient le premier curé résidant en 1863. En 1866, on recense 65 familles dans le hameau de Cocagne ; l'économie est alors basée sur l'agriculture. Le bureau de poste de Cocagne River ouvre ses portes en 1870. En 1871, Cocagne et les hameaux environnants comptent 900 habitants. Les bureaux de poste de Cormierville et de Guéguen ouvrent leurs portes en 1873,. Celui de Cocagne-Sud est fondé en 1885 mais ferme ses portes en 1897, la même année que celui de Cocagne River.
La deuxième église est construite en 1892. En 1898, Cocagne est un port d'entrée secondaire pour les immigrants. On y dénombre 4 magasins, 2 hôtels, 1 fromagerie et 250 habitants. La même année, on recense 2 magasins, 1 homarderie et 75 habitants à Cormierville. Guéguen comptait 150 habitants au même moment et on y pratiquait l'agriculture et l'exploitation forestière. Cocagne-Sud comptait 1 magasin, 1 scierie, 1 moulin à bardeaux et 250 habitants ; on y pratiquait l'agriculture et la pêche. Cocagne River avait 250 habitants.

### XXesiècle

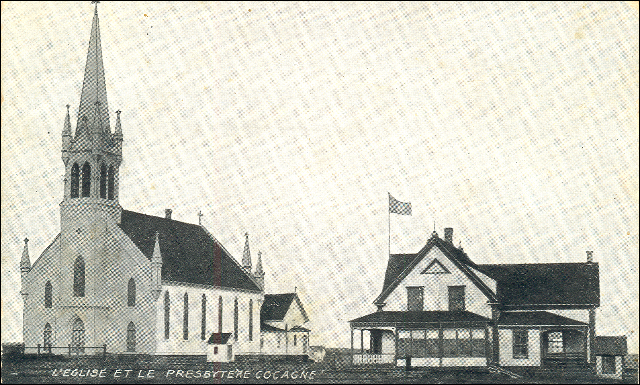
L'église et le presbytère, vers 1923.

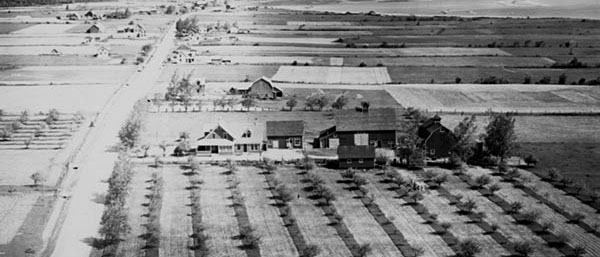
Photographie aérienne de Cormierville en 1931.

L'église est agrandie en 1900. La date de fondation de Breau-Village est inconnue mais son bureau de poste est fondé en 1902. Selon le recensement de 1904, c'est un village agricole comptant 50 habitants. La date de fondation de Barre-de-Cocagne n'est pas non plus connue mais un bureau de poste y est implanté en 1908. Le bureau de poste de Lower Gueguen ouvre ses portes en 1911. Celui de Cocagne River est rouvert en 1913. La date de fondation de Després-Village n'est pas connue mais un bureau de poste y est implanté en 1915. La situation est la même pour Côte-d'Or en  1917.
Le bureau de poste de Cocagne-Nord ouvre ses portes en 1940. La Caisse populaire de Cocagne est fondée en 1943. La scierie Goguen est fondée en 1947. L'école supérieure de Cocagne est inaugurée en 1949.
L'école de Breau-Village ouvre ses portes en 1951. Le bureau de poste de Guéguen ferme ses portes en 1952 et ceux de Lower Gueguen et Cocagne River en 1954,. Ceux de Barre-de-Cocagne, de Breau-Village, de Cormierville, de Cocagne-Nord et de Després-Village subissent le même sort en 1955,,,. Le bureau de poste de Côte-d'Or est fermé en 1956. Un commerce de véhicules et de reconstruction d'hélices de bateaux est fondé en 1961.
La construction de la quatrième église, toujours en place, commence en 1972 et le bâtiment est consacré le 7 janvier 1973.
L'édifice du club nautique est détruit dans un incendie en 1980; il est remplacé en 1982.
La poissonnerie est inaugurée en 1995. L'école Blanche-Bourgeois est inaugurée en 1996. L'entreprise ModuleR TS est fondée en 1998.
La Caisse populaire de Cocagne fusionne avec les caisses de Grande-Digue, Notre-Dame-de-Kent et Saint-Antoine en 2000 pour former la Caisse populaire Kent-Sud. Celle-ci fusionne avec la Caisse populaire Kent-Beauséjour en 2008 mais conserve son nom.

### Constitution
Un plébiscite est tenu en décembre 2013 sur la constitution de Cocagne est communauté rurale. La population vote majoritairement en faveur de la proposition, un conseil communautaire est élu le 12 mai 2014 et la nouvelle municipalité est constituée le 23 mai 2014.

## Chronologie municipale

Évolution territoriale de la paroisse après 1966.

1767: Cocagne est fondé dans le comté de Sunbury de la Nouvelle-Écosse.
1784: Création de la province du Nouveau-Brunswick à partir du comté de Sunbury et d'une partie du comté de Cumberland.
1785: Le comté de Northumberland, dont Cocagne fait maintenant partie, est formé.
Cocagne fait maintenant partie, est formée dans le comté de Northumberland. Le comté de Kent, dont la paroisse de Wellington fait maintenant partie, est formé la même année.
1826: La paroisse de Dundas, dont Cocagne fait maintenant partie, est formée à partir de la paroisse de Wellington.
9 novembre 1966: La municipalité de comté est dissoute et la paroisse de Dundas est transformée en district de services locaux.
1984: Cocagne est séparé de la paroisse de Dundas et on y annexe une partie de la paroisse de Wellington, comprenant Barre-de-Cocagne,.
2013: Les résidents du district de services locaux de Cocagne approuvent par plébiscite l’incorporation en tant que communauté rurale. Jusqu’à 71 % des électeurs se sont prononcés en faveur de cette option, faisant de Cocagne la sixième communauté rurale de la province.
2022: Dans le cadre de la réforme de la gouvernance locale au Nouveau-Brunswick, plusieurs municipalités et districts de services locaux ont été fusionnés afin de former de nouvelles entités administratives; ainsi, Cocagne fait désormais partie de la nouvelle municipalité de Beausoleil.

## Démographie
| 2011  | 2016  | 2021  |
| ----- | ----- | ----- |
| 2 540 | 2 649 | 2 757 |

## Économie
Entreprise Kent, membre du Réseau Entreprise, a la responsabilité du développement économique.
Cocagne compte quelques commerces dont une imprimerie. Le siège-social de la Caisse populaire Kent-Sud, membre d'Uni Coopération financière, est situé à Cocagne. La caisse possède huit succursale, a un actif de plus de 190 millions $ et compte 17 000 membres. La scierie Goguen emploie 45 personnes, exporte, et compte un chiffre d'affaires de plus d'un million de dollars. La poissonnerie embauche 12 personnes. L'entreprise ModuleR TS fabrique des matériaux de construction ; l'entreprise compte aussi une usine à Paris, en Ontario. Il y a aussi un commerce de bateaux, motocyclettes et autres véhicules, Maritime Propellers Rebuilding Ltd., faisant aussi la reconstruction d'hélices de bateaux ; l'entreprise compte 15 employés.

## Administration

### Conseil municipal
Conseil municipal
Le conseil municipal actuel est élu lors de l'élection quadriennale du 10 mai 2016.
Anciens conseils municipaux
Des élections partielles sont organisées le 12 mai 2014 afin d'élire le premier conseil municipal. Jean Hébert est élu maire face à Stéphanie Luce. Les conseillers des deux quartiers sont aussi élus. 55,22 % des électeurs se présentent aux urnes.
| Mandat      | Fonctions               | Nom(s)                                    |
| ----------- | ----------------------- | ----------------------------------------- |
| 2014 - 2016 | Maire                   | Jean Hébert                               |
| 2014 - 2016 | Conseillers de quartier |                                           |
| 2014 - 2016 | #1                      | Majella Dupuis, Marc Goguen               |
| 2014 - 2016 | #2                      | Roger (Beaver) Després, Harold J. McGrath |

### Ancien district de services locaux
Ayant été un district de services locaux jusqu'en 2014, Cocagne était en théorie administré directement par le Ministère des Gouvernements locaux du Nouveau-Brunswick, secondé par un comité consultatif élu composé de cinq membres dont un président.
| Période | Période           | Identité        | Étiquette | Qualité                       |
| ------- | ----------------- | --------------- | --------- | ----------------------------- |
|         | en cours          | Roger Després   |           |                               |
| 2000    | 200?              | Aurèle Dallaire |           |                               |
| 199?    | 200?              | Ronald Martin   |           |                               |
|         | 26 septembre 1997 | Henri Leblanc   |           | Retraité, photographe pigiste |
|         |                   |                 |           |                               |

### Commission de services régionaux
Cocagne fait partie de la Région 6, une commission de services régionaux (CSR) devant commencer officiellement ses activités le 1er janvier 2013. Contrairement aux municipalités, les DSL sont représentés au conseil par un nombre de représentants proportionnel à leur population et leur assiette fiscale. Ces représentants sont élus par les présidents des DSL mais sont nommés par le gouvernement s'il n'y a pas assez de présidents en fonction. Les services obligatoirement offerts par les CSR sont l'aménagement régional, l'aménagement local dans le cas des DSL, la gestion des déchets solides, la planification des mesures d'urgence ainsi que la collaboration en matière de services de police, la planification et le partage des coûts des infrastructures régionales de sport, de loisirs et de culture; d'autres services pourraient s'ajouter à cette liste.

### Représentation et tendances politiques
Nouveau-Brunswick: Cocagne fait partie de la circonscription provinciale de Kent-Sud, qui est représentée à l'Assemblée législative du Nouveau-Brunswick par Claude Williams, du Parti progressiste-conservateur. Il fut élu en 2001 puis réélu en 2003, en 2006 et en 2010.
 Canada: Cocagne fait partie de la circonscription fédérale de Beauséjour. Cette circonscription est représentée à la Chambre des communes du Canada par Dominic LeBlanc, du Parti libéral.

## Infrastructures et services
L'école Blanche-Bourgeois accueille les élèves de la maternelle à la 8e année. C'est une école publique francophone faisant partie du district scolaire #11.
Cocagne possède aussi une caserne de pompiers, un bureau de poste, une aréna, un centre de quilles, une marina ainsi que quelques restaurants. Le détachement de la Gendarmerie royale du Canada le plus proche est situé à Shédiac.
L'église Saint-Pierre est une église catholique romaine faisant partie de l'archidiocèse de Moncton.
Les francophones bénéficient du quotidien L'Acadie nouvelle, publié à Caraquet, ainsi que des hebdomadaires L'Étoile, de Dieppe, et Le Moniteur acadien, de Shédiac. Les anglophones bénéficient quant à eux des quotidiens Telegraph-Journal, publié à Saint-Jean et Times & Transcript, de Moncton.

## Culture et patrimoine

### Personnalités
- Alfred Bourgeois (1872-1939), marchand et homme politique ;
- Michel Cormier (1957- ), journaliste ;
- Rose Després (1945- ), musicienne, interprète, comédienne et poétesse, née à Cocagne ;
- Allison Dysart (1880-1962), premier ministre du Nouveau-Brunswick ;
- Joseph Gueguen (1741-1825), domestique, secrétaire, interprète, traducteur, marchand et juge de paix, mort à Cocagne ;
- Jean-Baptiste Goguen (1858-19??), marchand, notaire et homme politique, né à Cocagne;
- Auguste Léger (1852-1923), agriculteur, marchand de bois et homme politique, né à Cocagne ;
- Richard Poirier (1842-19??), fermier et homme politique, né à Cocagne;
- Louis-Prudent-Alexandre Robichaud (1890-19??), avocat et homme politique, né à Cocagne.

### Cocagne dans la culture
La localité fait partie du « pays de la Mariecomo », comprenant la côte entre Richibouctou au nord et Cap-Pelé au sud, dans le roman La Mariecomo de Régis Brun.